# Darwin Atapuma
John Darwin Atapuma Hurtado (Túquerres, 15 januari 1988) is een Colombiaans wielrenner die anno 2022 rijdt voor Colombia Tierra de Atletas-GW Bicicletas.
In 2010 eindigde hij als negende in de Ronde van de Toekomst, een belangrijke beloftenkoers. In 2012 bewees hij zijn kwaliteiten bij de profs door een etappe in de Ronde van Trentino te winnen en als tweede te eindigen in de zevende etappe van de Ronde van Californië, waarbij hij pas kort voor de finish door Robert Gesink ingehaald werd. Een jaar later won hij op een knappe manier de zesde etappe in de Ronde van Polen.
In 2013 reed hij met de Ronde van Italië zijn eerste grote ronde. In dienst van Colombia debuteerde hij met een achttiende plek en was daarmee de beste renner van zijn team. In 2014 maakte hij de overstap naar het Amerikaanse topteam BMC. Voor deze ploeg maakte hij zijn debuut in de Ronde van Frankrijk. Dit werd geen succes. In de zevende etappe naar Nancy stapte hij af met een dijbeenbreuk en letsel aan de linkerknie.

## Palmares

### Belangrijkste overwinningen
2007
2e en 8e etappe Ronde van Ecuador
2008
 Colombiaans kampioen op de weg, Elite
2009
3e etappe Tour de Beauce
2012
4e etappe Ronde van Trentino
2013
6e etappe Ronde van Polen
2016
5e etappe Ronde van Zwitserland
2021
8e etappe Ronde van Colombia

### Resultaten in voornaamste wedstrijden
| Jaar | Ronde van Italië | Ronde van Frankrijk | Ronde van Spanje |
| ---- | ---------------- | ------------------- | ---------------- |
| 2012 |                  |                     |                  |
| 2013 | 18e              |                     |                  |
| 2014 |                  | opgave              |                  |
| 2015 | 16e              |                     | 56e              |
| 2016 | 9e               |                     | 32e              |
| 2017 |                  | 41e                 | 20e              |
| 2018 | 61e              | 69e                 |                  |
| 2019 |                  |                     | 61e              |

| Jaar | Luik-Bast.‑Luik | Ronde van Lombardije | Waalse Pijl |  | WK op de weg |  | Wereldranglijsten |
| ---- | --------------- | -------------------- | ----------- |  | ------------ |  | ----------------- |
| 2012 |                 | opgave               |             |  |              |  |                   |
| 2013 |                 | 23e                  |             |  | 34e          |  |                   |
| 2014 | 75e             |                      | 86e         |  |              |  |                   |
| 2015 |                 | 28e                  |             |  |              |  | 91e (UWT)         |
| 2016 |                 | 18e                  |             |  |              |  | 67e (UWT)         |
| 2017 |                 | 67e                  |             |  |              |  | 136e (UWT)        |
| 2018 |                 |                      |             |  |              |  |                   |
| 2019 |                 |                      |             |  |              |  |                   |

### Resultaten in kleinere rondes
| Jaar | Tirreno-Adriatico | Ronde van Catalonië | Ronde van het Baskenland | Ronde van Romandië | Critérium du Dauphiné | Ronde van Zwitserland | Ronde van Polen |
| ---- | ----------------- | ------------------- | ------------------------ | ------------------ | --------------------- | --------------------- | --------------- |
| 2012 | 106e              |                     |                          |                    |                       |                       |                 |
| 2013 |                   |                     |                          |                    |                       |                       | 20e (1)         |
| 2014 |                   | 33e                 | opgave                   | 18e                | 18e                   |                       |                 |
| 2015 |                   | 7e                  | 19e                      | 18e                |                       | 29e                   | 30e             |
| 2016 |                   | 33e                 | 34e                      |                    |                       | 13e (1)               |                 |
| 2017 |                   | 13e                 | opgave                   |                    |                       | 44e                   |                 |
| 2018 |                   | 66e                 |                          | 38e                |                       |                       |                 |
| 2019 |                   | 16e                 | buiten tijd              |                    |                       |                       | opgave          |

(*) tussen haakjes aantal individuele etappe-overwinningen

## Ploegen
- 2009 –  Colombia es Pasión-Coldeportes
- 2010 –  Café de Colombia-Colombia es Pasión
- 2011 –  Colombia es Pasión-Café de Colombia
- 2012 –  Colombia-Coldeportes
- 2013 –  Colombia
- 2014 –  BMC Racing Team
- 2015 –  BMC Racing Team
- 2016 –  BMC Racing Team
- 2017 –  UAE Team Emirates[1]
- 2018 –  UAE Team Emirates
- 2019 –  Cofidis, Solutions Crédits
- 2020 –  Colombia Tierra de Atletas-GW Bicicletas
- 2021 –  Colombia Tierra de Atletas-GW Bicicletas
- 2022 –  Colombia Tierra de Atletas-GW Bicicletas

Atapuma · Bookwalter · Burghardt · Cummings · Dennis · Dillier · Eijssen · Evans · Gilbert · Hermans · Hushovd · Kohler · Lander · Lodewyck · Moinard · Morabito · Nerz · Oss · Phinney · Quinziato · Sánchez · Schär · Stetina · Van Avermaet · Van Garderen · Velits · Warbasse · Wyss · Zabel · Davison (stagiair) · Teuns (stagiair) · Vliegen (stagiair) 
Atapuma · Bookwalter · Burghardt · Caruso · De Marchi · Dennis · Dillier · Drucker · Evans · Flakemore · Gilbert · Hermans · Küng · Lodewyck · Moinard · Oss · Phinney · Quinziato · Rosskopf · Sánchez · Schär · Senni · Stetina · Teuns · Van Avermaet · Van Garderen · Velits · Vliegen · Wyss · Zabel · Bohli (stagiair) · Frankiny (stagiair) · Gerts (stagiair)
Atapuma · Bohli · Bookwalter · Burghardt · Caruso · De Marchi · Dennis · Dillier · Drucker · Gerts · Gilbert · Hermans · Küng · Moinard · Oss · Phinney · Porte · Quinziato · Rosskopf · Sánchez · Schär · Senni · Teuns · Van Avermaet  · Van Garderen · Velits · Vliegen · Wyss · Zabel · Eisenhart (stagiair) · Lienhard (stagiair)
Aït el Abdia · Atapuma · Bono · Consonni · Conti · Costa · Đurasek · Ferrari · Ganna · Guardini · Kump · Laengen · Marcato · Meintjes · Mirza · Modolo · Mohorič · Mori · Niemiec · Petilli · Polanc · Ravasi · Swift · Troia  · Ulissi · Zurlo · Lizde (stagiair) · Raboesjenka (stagiair) · Romano (stagiair)
Aït el Abdia · Aru · Atapuma · Bono · Bystrøm · Consonni · Conti · Costa · Đurasek · Ferrari · Ganna · Kristoff  · Laengen · Marcato · Martin · Mirza · Mori · Niemiec · Petilli · Polanc · Ravasi · Raboesjenka · Sutherland · Swift · Troia  · Ulissi
Atapuma · Berhane · N. Bouhanni · R. Bouhanni · Chetout · Claeys · Edet · Fortin · Hansen · Jesús Herrada · José Herrada · Hofstetter · Lafay · Laporte · Le Turnier · Lemoine · Maté · Mathis · Morin · Perez · Périchon · Rossetto · Simon · Soupe · Touzé · Van Lerberghe · Vanbilsen · Waeytens · Finé (stagiair) · Leyder (stagiair) · Viviani (stagiair)